# دانشگاه عادی نانجینگ
دانشگاه عادی نانجینگ (NNU یا NJNU ; simplified Chinese) یک دانشگاه تحقیقاتی دولتی در نانجینگ، چین است. این مؤسسه در سال ۱۹۰۲ به عنوان مدرسه عادی سانجیانگ تأسیس شد و یکی از قدیمی‌ترین و معتبرترین مدارس عالی عادی در چین است. دانشگاه عادی نانجینگ از زمان جدایی از دانشگاه نانجینگ در سال ۱۹۵۲، به یک دانشگاه جامع تحقیقات فشرده تبدیل شده که توسط وزارت آموزش و پرورش چین و دولت استان جیانگ سو تأمین مالی می‌شود.